# Kubicki-Stall

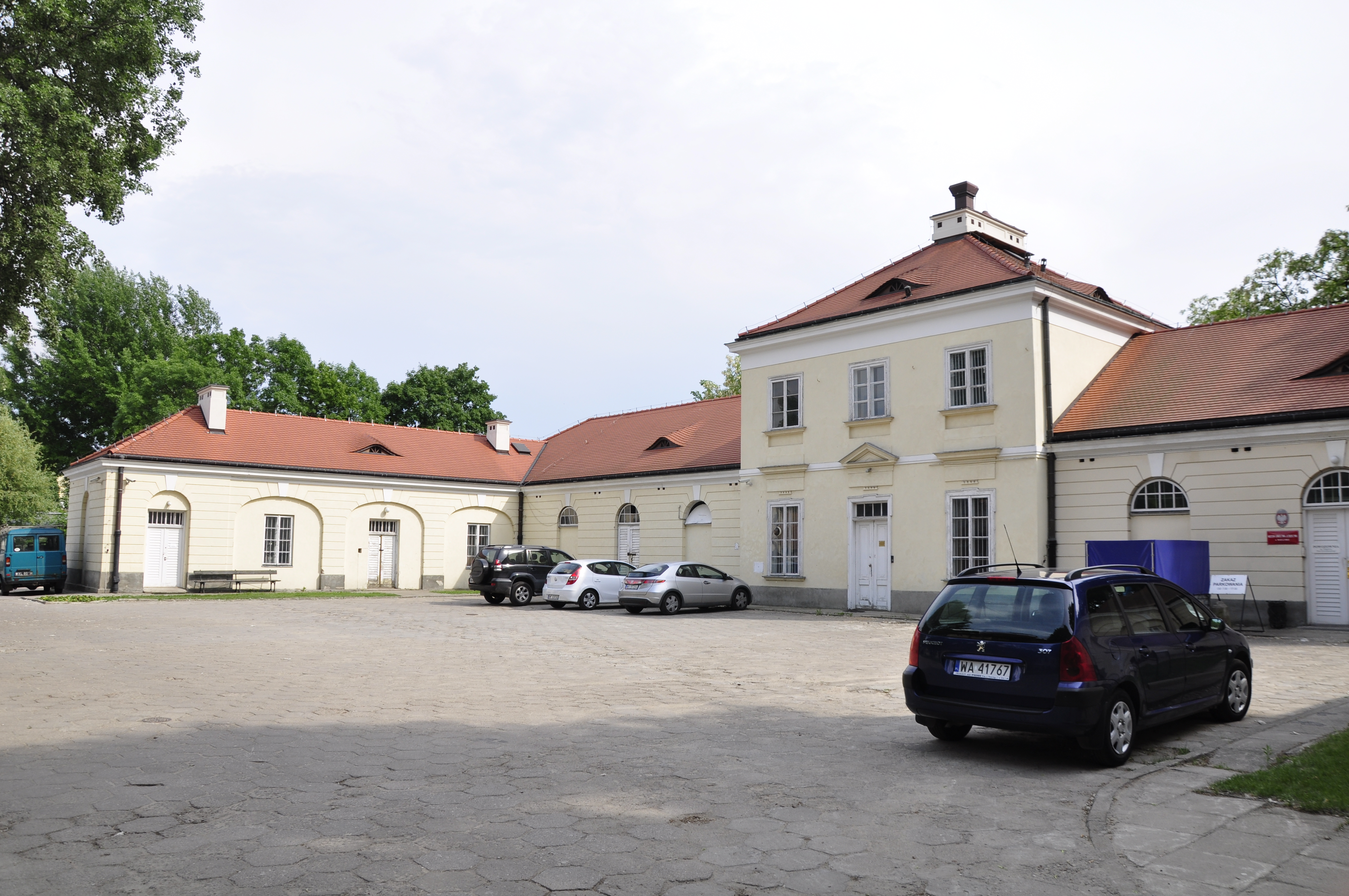
Ostansicht 2011

Die Kubicki-Stall (polnisch Stajnie Kubickiego) im Warschauer Łazienki-Park ist ein klassizistisches Palais, das im 19. Jahrhundert im Osten des Parkes von Jakub Kubicki als Stall für den russischen Zaren Alexander I. errichtet worden ist.

## Geschichte
Das Gebäude wurde in den Jahren von 1825 bis 1826 in der Nähe des Jägerpalasts anstelle eines älteren Gebäudes gleichen Zwecks gebaut. Er diente als Stall für die Pferde und Kutschen des Zaren und seines Statthalters und Bruders Konstantin Pawlowitsch Romanow. Nach dem Zweiten Weltkrieg wurde das Gebäude von dem Ministerium für Außenhandel und von dem Nationalmuseum Warschau genutzt. Seit 1995 befindet sich hier eine Ausstellung des Jagd- und Reitereimuseums. Das Hauptgebäude des Museums hat seinen Sitz in der nahegelegenen Invalidenkaserne. Das Gebäude wurde von 2019 bis 2021 saniert.